# Nicolas-Louis de Lacaille
Nicolas Louis de Lacaille (Rumigny, 15. ožujka 1713. – Pariz, 21. ožujka 1762.), bio je francuski rimokatolički svećenik i astronom.

## Životopis
Rodio se u Rumignyju u Ardenima. Studirao je bogoslovlje na koledžu Lisieux u Parizu. Financirao ga je vojvoda Burbona. Nakon što je primio svećenički red, više se je posvetio znanosti. Patron mu je bio Jacques Cassini. 
Poznat je po svom katalogu koji je obuhvaćao desetak tisuća južnih zvijezda te 42 maglice. Taj je katalog objavljen 1763. godine, a zvao se je Coelum Australe Stelliferum. U tom je katalogu uveo 14 novih zviježđa koja su prihvaćena kao takva u međunarodnoj astronomskoj zajednici. Izračunao je tablice pomrčina za 1800 godina.

## Priznanja
U čast njegova proučavanja južne Zemljine polutke nazvat će se 60-centimetarski teleskop na otoku Réunionu, teleskop La Caille.
Njemu u čast zovu se Mjesečev krater La Caille i asteroid iz asteroidnog pojasa 9135 Lacaille.